# Rebel în California
Rebel în California (original The O.C.) a fost un serial american de televiziune difuzat de televiziunea Fox în Statele Unite ale Americii (din 5 august 2003 până în 22 februarie 2007) și de Pro TV în România, având în total patru sezoane. Serialul descrie povestea unui grup de tineri și familiile acestora, care trăiesc în Orange County, California. Rebel în California a fost difuzat în peste 50 de țări din lumea întreagă și a fost unul dintre cele mai populare seriale în 2003. Episodul final din Rebel în California a fost difuzat de Fox pe 22 februarie 2007. Seria completă este disponibilă pe DVD în Statele Unite ale Americii, Belgia, Olanda, Brazilia, Germania, Austria, Canada, Regatul Unit, Danemarca, Finlanda, Suedia, Australia, Noua Zeelandă, Italia, Portugalia, Norvegia și Taiwan.
Rebel în California s-a remarcat și prin coloana sonoră, lansând formații mai puțin cunoscute, cum ar fi formația de rock alternativ Phantom Planet care interpretează melodia din deschiderea serialului, "California". Producătorii serialului au realizat șase compilații audio din coloana sonoră a filmului.
Acțiunea din film are în centru pe Ryan Atwood, un tânăr provenit dintr-o familie dezbinată care este adoptat de Sandy și Kirsten Cohen. Ryan și fratele său vitreg Seth interacționează cu lumea bună din Orange County, California, împreună cu prietenele lor, Marissa Cooper, Summer Roberts și Taylor Townsend.

## Producție
Josh Schwartz împreună cu producătorii săi, McG și Stephanie Savage au creat povestea lui Ryan Atwood, un tânăr care nimerește să trăiască între oamenii bogați din Orange County. Schwartz își amintește că ei sperau atunci ca personajele să fie "mai puțin comice și mult mai sensibile, diferite față de ceea ce vezi în general". Într-un interviu, Josh declara: "Cred că văzând primele reclame la serial, oamenii au avut impresia că acesta va fi un fel de melodramă. Ceea ce am realizat este de fapt puțin mai diferit, ceva mai ironic și cu mai multă conștiință de sine și poate de aceea a avut mult mai mult succes".
Adam Brody, care inițial a participat la casting pentru rolul Ryan Atwood, nu s-a obosit prea mult să citească scriptul, adăugând tot felul de improvizații, lucru care l-a determinat pe Schwartz să nu vrea să mai aibă de-a face cu el. Însă în castingurile următoare Brody s-a reîntors, solicitând să fie audiat pentru rolul lui Seth Cohen.
Melinda Clarke, care joacă rolul lui Julie Cooper-Nichol, citise de fapt despre personajul care reprezenta "mama perfectă" - Kirsten Cohen. În episodul pilot nu era suficient material pentru personajul interpretat de ea în serial, așa că a fost interesată inițial de Kirsten, care va fi interpretată mai târziu în serial de actrița Kelly Rowan.

### Filmări
Datorită unor reguli impuse de sindicate în legătură cu filmările din afara studiourilor din comitatul Los Angeles, Rebel în California a fost filmat de fapt în câteva orașe de pe plaja din sudul Californiei, la 65 de kilometri de locul unde se află în realitate Newport Beach. Majoritatea scenelor de interior, case, birouri, inclusiv casa familiei Cohen, au fost filmate la Studiourile Raleigh în Manhattan Beach, în timp ce majoritatea scenelor de exterior au fost filmate în vecinătatea plajelor Redondo Beach și Hermosa Beach. Piscina familiei Cohen are de fapt o adâncime de doar 1,2 metri, așa că actorii au fost nevoiți sa filmeze scenele stând în genunchi. Clădirea Newport Group care apare în Rebel în California este aceeași clădire cu cea folosită pentru sediul central al Poliției Miami-Dade din CSI: Miami. Campusul școlar al UCLA (în mod special sala Schoenberg Hall) a fost folosit în locul campusului UC Berkley într-un episod în care Ryan vizitează colegiul, iar USC a fost folosit în locul Universității Brown atunci când Summer și Seth se duc acolo.

### Difuzare
- În Statele Unite ale Americii serialul a fost difuzat de Fox, începând cu 5 august 2003. Ultimul episod a fost difuzat pe 22 februarie 2007.
- În România serialul a fost difuzat de Pro TV sub titlul Rebel în California[8].

### Anularea serialului și vânzarea drepturilor
Pe 3 ianuarie 2007, FOX a decis oficial să încheie serialul. Au existat informații controversate legate de faptul că Rebel în California ar putea fi preluat pentru un al cincilea sezon de către rețeaua de televiziune CW. Creatorul Josh Schwartz a transmis diverse semnale legate de această mișcare. Se spune că, într-un e-mail scris către Annie Barrett la Entertainment Weekly, Josh Schwartz i-ar fi spus: "Da, acest sezon va fi într-adevăr ultimul. Au fost câteva speculații despre un al cincilea sezon la o altă rețea de televiziune dar ne-am simțit foarte bine, a mers totul foarte bine și prefer să plec acum decât să stau prea mult la petrecere ... și după patru sezoane O.C. știu destul de mult despre petreceri..." Când a fost întrebat despre posibila mutare într-un alt interviu cu Michael Aussielo de la TV Guide, Schwartz declara: "Nu vreau să spun niciodată "niciodată", pentru că la un moment dat ... Acum? Nu. Însă in mintea mea mi-ar place un show anti-Gilmore cu Julie și Kaitlin". Pe 19 ianuarie 2007 la o întâlnire a Criticilor Asociațiilor de Televiziune, unul din Președinții rețelei de televiziune CW, Dawn Ostroff, declara că serialul nu se va muta la CW. "Evident că ne-am gândit la asta dar nu cred că ar avea sens, din mai multe motive". Peter Gallagher, Rachel Bilson, Benjamin McKenzie și Adam Brody și-au împărtășit gândurile la sfârșitul serialului. Ultimul episod, The End's Not Near, It's Here, a fost scris de creatorul Josh Schwartz și a fost difuzat pe 22 februarie 2007.
Televiziunea nord-americană SOAPNet a preluat drepturile de difuzare ale serialului și din 9 aprilie 2007 a început redifuzarea acestuia în Statele Unite ale Americii, în același interval orar în care difuza și Beverly Hills, 90210 și One Tree Hill.
La sfârșitul lui august 2007 și canalul canadian MuchMusic a preluat drepturile de difuzare. OMNI.1, alt canal canadian a început și el difuzarea în septembrie 2007. Ambele canale au început cu primul episod și au difuzat toate sezoanele în ordinea episoadelor. Și un alt canal franco-canadian, VRAK.TV. a preluat drepturile de difuzare.
În Australia, unde serialul devenise foarte popular, rețeaua Nine Network a difuzat episodul pilot dar a renunțat să îl difuzeze mai departe din cauza audienței reduse. A urmat preluarea de către Network Ten, care a difuzat toate sezoanele. De asemenea, toate episoadele au fost disponibile și pe DVD.
În Noua Zeelandă, canalul Vibe al televiziunii nou-lansate SKY Television a preluat drepturile de difuzare în octombrie 2007. În Regatul Unit, Rebel în California a fost difuzat de E4, care transmitea câte două episoade pe zi în ordine cronologică. În Norvegia serialul a fost preluat de TV3, difuzând câte un episod de luni până vineri. În Danemarca, TV Danmark (care acum se cheamă Kanal 5) a difuzat serialul. În Brazilia, Rebel în California a fost preluat de SBT și dublat în portugheză.
În România serialul a fost difuzat de canalul Pro TV sub titlul Rebel în California începând cu toamna anului 2005, difuzând câte un episod pe săptămână, duminica.

## Personaje principale
- Sandy Cohen (interpretat de Peter Gallagher, sezoanele 1-4)
- Kirsten Cohen (interpretat de Kelly Rowan, sezoanele 1-4)
- Ryan Atwood (interpretat de Benjamin McKenzie, sezoanele 1-4)
- Marissa Cooper (interpretat de Mischa Barton, sezoanele 1-3)
- Seth Cohen (interpretat de Adam Brody, sezoanele 1-4)
- Luke Ward (interpretat de Chris Carmack, sezonul 1)
- Julie Cooper-Nichol (interpretat de Melinda Clarke, sezoanele 1-4)
- Summer Roberts (interpretat de Rachel Bilson, sezoanele 1-4)
- Taylor Townsend (interpretat de Autumn Reeser, sezoanele 3-4)
- Caleb Nichol (interpretat de Alan Dale, sezonul 2)
- Kaitlin Cooper (interpetat de Willa Holland, sezonul 4)
- Jimmy Cooper (interpretat de Tate Donovan, sezoanele 1-2)

## Edițiile pe DVD
| Sezonul 1 complet | | | |
| Detalii set | Detalii set | Detalii set | Suplimente |
| - 27 Episoade (1186 min.) - Set 7 discuri - Aspect imagine: 1.33:1 - Subtitrări: engleză, spaniolă, franceză și română - Audio: engleză (Dolby Digital 2.0 Surround) | - 27 Episoade (1186 min.) - Set 7 discuri - Aspect imagine: 1.33:1 - Subtitrări: engleză, spaniolă, franceză și română - Audio: engleză (Dolby Digital 2.0 Surround) | - 27 Episoade (1186 min.) - Set 7 discuri - Aspect imagine: 1.33:1 - Subtitrări: engleză, spaniolă, franceză și română - Audio: engleză (Dolby Digital 2.0 Surround) | - Commentariu la episodul "Pilot" - Ghid muzical afișat pe ecran pentru șase episoade - Scene nedifuzate - Scurt-metraje bonus: - Distribuția serialului Rebel în California - Muzica din Rebel în California - Inside the Real O.C. cu producătorul executiv McG - Season 2 Sneak Peek |
| Data lansării | | | - Commentariu la episodul "Pilot" - Ghid muzical afișat pe ecran pentru șase episoade - Scene nedifuzate - Scurt-metraje bonus: - Distribuția serialului Rebel în California - Muzica din Rebel în California - Inside the Real O.C. cu producătorul executiv McG - Season 2 Sneak Peek |
| Statele Unite ale Americii Canada | Regatul Unit | Australia | - Commentariu la episodul "Pilot" - Ghid muzical afișat pe ecran pentru șase episoade - Scene nedifuzate - Scurt-metraje bonus: - Distribuția serialului Rebel în California - Muzica din Rebel în California - Inside the Real O.C. cu producătorul executiv McG - Season 2 Sneak Peek |
| 26 octombrie 2004 | 18 octombrie 2004 | 2 februarie 2005 | - Commentariu la episodul "Pilot" - Ghid muzical afișat pe ecran pentru șase episoade - Scene nedifuzate - Scurt-metraje bonus: - Distribuția serialului Rebel în California - Muzica din Rebel în California - Inside the Real O.C. cu producătorul executiv McG - Season 2 Sneak Peek |

| Sezonul 2 complet | | | |
| Detalii set | Detalii set | Detalii set | Suplimente |
| - 24 episoade (1048 min.) - Set 7 discuri - Aspect imagine: 1.78:1 - Subtitrări: engleză, spaniolă și franceză - Audio: engleză (Dolby Digital 2.0 Surround) | - 24 episoade (1048 min.) - Set 7 discuri - Aspect imagine: 1.78:1 - Subtitrări: engleză, spaniolă și franceză - Audio: engleză (Dolby Digital 2.0 Surround) | - 24 episoade (1048 min.) - Set 7 discuri - Aspect imagine: 1.78:1 - Subtitrări: engleză, spaniolă și franceză - Audio: engleză (Dolby Digital 2.0 Surround) | - Comentariu la episodul "The Chrismukkah That Almost Wasn't" * - Beachy Couture: How O.C. Fashion is Made * - The O.C. - Obsessed Completely: retrospectivă specială TV * - Scene comice din sezoanele 1 și 2 * - Comentariu la episodul "The Rainy Day Women" - Extras din partea creatorilor la "The Rainy Day Women" |
| Data lansării | | | - Comentariu la episodul "The Chrismukkah That Almost Wasn't" * - Beachy Couture: How O.C. Fashion is Made * - The O.C. - Obsessed Completely: retrospectivă specială TV * - Scene comice din sezoanele 1 și 2 * - Comentariu la episodul "The Rainy Day Women" - Extras din partea creatorilor la "The Rainy Day Women" |
| Statele Unite ale Americii Canada | Regatul Unit | Australia | - Comentariu la episodul "The Chrismukkah That Almost Wasn't" * - Beachy Couture: How O.C. Fashion is Made * - The O.C. - Obsessed Completely: retrospectivă specială TV * - Scene comice din sezoanele 1 și 2 * - Comentariu la episodul "The Rainy Day Women" - Extras din partea creatorilor la "The Rainy Day Women" |
| 23 august 2005 | 8 august 2005 | 7 septembrie 2005 | - Comentariu la episodul "The Chrismukkah That Almost Wasn't" * - Beachy Couture: How O.C. Fashion is Made * - The O.C. - Obsessed Completely: retrospectivă specială TV * - Scene comice din sezoanele 1 și 2 * - Comentariu la episodul "The Rainy Day Women" - Extras din partea creatorilor la "The Rainy Day Women" |

| Sezonul 3 complet | | | |
| Detalii set | Detalii set | Detalii set | Suplimente |
| - 25 episoade (1089 min.) - Set 7 discuri - Aspect imagine: 1.78:1 - Subtitrări: spaniolă și franceză - Audio: engleză (Dolby Digital 2.0 Surround) | - 25 episoade (1089 min.) - Set 7 discuri - Aspect imagine: 1.78:1 - Subtitrări: spaniolă și franceză - Audio: engleză (Dolby Digital 2.0 Surround) | - 25 episoade (1089 min.) - Set 7 discuri - Aspect imagine: 1.78:1 - Subtitrări: spaniolă și franceză - Audio: engleză (Dolby Digital 2.0 Surround) | - Scurt-metraj bonus: The Party Favor: From Script to Screen" * - Pass the Remote: Comentariu la scena de surfing * - Scene comice de la filmări * - Scurt-metraj-bonus: "What's in a Name?" - Scurt-metraj bonus: "Making Of The Subways Music Video" |
| Data lansării | | | - Scurt-metraj bonus: The Party Favor: From Script to Screen" * - Pass the Remote: Comentariu la scena de surfing * - Scene comice de la filmări * - Scurt-metraj-bonus: "What's in a Name?" - Scurt-metraj bonus: "Making Of The Subways Music Video" |
| Statele Unite ale Americii Canada | Regatul Unit | Australia | - Scurt-metraj bonus: The Party Favor: From Script to Screen" * - Pass the Remote: Comentariu la scena de surfing * - Scene comice de la filmări * - Scurt-metraj-bonus: "What's in a Name?" - Scurt-metraj bonus: "Making Of The Subways Music Video" |
| 24 octombrie 2006 | 4 septembrie 2006 | 6 septembrie 2006 | - Scurt-metraj bonus: The Party Favor: From Script to Screen" * - Pass the Remote: Comentariu la scena de surfing * - Scene comice de la filmări * - Scurt-metraj-bonus: "What's in a Name?" - Scurt-metraj bonus: "Making Of The Subways Music Video" |

| Sezonul 4 complet | | | |
| Detalii set | Detalii set | Detalii set | Suplimente |
| - 16 episoade (727 min.) - Set 5 discuri - Aspect imagine: 1.78:1 - Subtitrări: engleză, spaniolă și franceză - Audio: engleză (Dolby Digital 2.0 Surround) | - 16 episoade (727 min.) - Set 5 discuri - Aspect imagine: 1.78:1 - Subtitrări: engleză, spaniolă și franceză - Audio: engleză (Dolby Digital 2.0 Surround) | - 16 episoade (727 min.) - Set 5 discuri - Aspect imagine: 1.78:1 - Subtitrări: engleză, spaniolă și franceză - Audio: engleză (Dolby Digital 2.0 Surround) | - Scene nedifuzate - Comentariul lui Josh Schwartz la episodul final - The Magic that is Chrismukkah: Distribuție, echipa de filmări și părerile experților în religie legate de sărbătoarea specifică din Rebel în California - Summer Roberts - Beauty Meets Brown: Crearea și evoluția unuia dintre cele mai îndrăgite personaje din film |
| Data lansării | | | - Scene nedifuzate - Comentariul lui Josh Schwartz la episodul final - The Magic that is Chrismukkah: Distribuție, echipa de filmări și părerile experților în religie legate de sărbătoarea specifică din Rebel în California - Summer Roberts - Beauty Meets Brown: Crearea și evoluția unuia dintre cele mai îndrăgite personaje din film |
| Statele Unite ale Americii Canada | Regatul Unit | Australia | - Scene nedifuzate - Comentariul lui Josh Schwartz la episodul final - The Magic that is Chrismukkah: Distribuție, echipa de filmări și părerile experților în religie legate de sărbătoarea specifică din Rebel în California - Summer Roberts - Beauty Meets Brown: Crearea și evoluția unuia dintre cele mai îndrăgite personaje din film |
| 22 mai 2007 | 28 mai 2007 | 4 iulie 2007 | - Scene nedifuzate - Comentariul lui Josh Schwartz la episodul final - The Magic that is Chrismukkah: Distribuție, echipa de filmări și părerile experților în religie legate de sărbătoarea specifică din Rebel în California - Summer Roberts - Beauty Meets Brown: Crearea și evoluția unuia dintre cele mai îndrăgite personaje din film |

| Seria completă | | | |
| Detalii set | Detalii set | Detalii set | Suplimente |
| - 92 episoade (4050 min.) - Set 28 discuri - Aspect imagine: 1.78:1 - Subtitrări: engleză - Audio: engleză (Dolby Digital 2.0 Surround) | - 92 episoade (4050 min.) - Set 28 discuri - Aspect imagine: 1.78:1 - Subtitrări: engleză - Audio: engleză (Dolby Digital 2.0 Surround) | - 92 episoade (4050 min.) - Set 28 discuri - Aspect imagine: 1.78:1 - Subtitrări: engleză - Audio: engleză (Dolby Digital 2.0 Surround) | - Sezonul 1 remasterizat pentru Widescreen* - Peste 6 ore și jumătate de suplimente speciale - 2 discuri bonus rare - Scene comice din sezonul 4 - extrase din 'Atomic County' - pachetul Lavish "book" |
| Data lansării | | | - Sezonul 1 remasterizat pentru Widescreen* - Peste 6 ore și jumătate de suplimente speciale - 2 discuri bonus rare - Scene comice din sezonul 4 - extrase din 'Atomic County' - pachetul Lavish "book" |
| Statele Unite ale Americii Canada | Regatul Unit | | - Sezonul 1 remasterizat pentru Widescreen* - Peste 6 ore și jumătate de suplimente speciale - 2 discuri bonus rare - Scene comice din sezonul 4 - extrase din 'Atomic County' - pachetul Lavish "book" |
| 27 noiembrie 2007 | 19 noiembrie 2007 | | - Sezonul 1 remasterizat pentru Widescreen* - Peste 6 ore și jumătate de suplimente speciale - 2 discuri bonus rare - Scene comice din sezonul 4 - extrase din 'Atomic County' - pachetul Lavish "book" |

* Region 1 Release Only